# Blangstedgaard
Blangstedgaard er en gammel hovedgård, som nævnes første gang i 1309. Gården ligger i det sydøstlige Odense Kommune, Odense Herred.

## Historie
Blangstedgaard nævnes første gang i 1309 som »Blansvet«. Det var en stærk befæstet borg og tilhørte biskopperne i Odense.
Ved reformationen lagdes Blangstedgaard til Odense bys hospital.
Blangstedgård blev afbrændt under svenskekrigen 1658-60.

## Byg og Bo
Der blev i 1988 afholdt en international boligudstilling "Byg og Bo" på Blangstedgaards jorder, hvor arkitekter i alle genrer fik lov at udfoldede sig. Det resulterede i mange spændende og anderledes boliger. Udstillingen varede i 1½ måned og havde 110.000 besøgende, og området er nu bydelen Blangstedgård med en blanding af udlejning, andelsboliger og parcelhuse omgivet af store grønne områder og et omfattende stisystem.

## Ejere af Blangstedgaard
- (1309-1536) Odensebisperne
- (1536-1540) Kronen
- (1540-1791) Graabrødre Hospital og Kloster
- (1791-1814) Albrecht Christopher von Heinen
- (1814-1822) Major Lassen
- (1822-1849) Ernst Albrecht Lüders
- (1849-1852) Simon Lüders (søn)
- (1852-1872) Verner Theodor Borchsenius
- (1872-1894) Johannes Brochsenius (søn)
- (1894-1908) Niels Unger
- (1908-1915) Carl Steenbach
- (1915-1937) Udstykningsforeningen For Sjællands Og Fyns Stifter
- (1937-1988) Den Danske Stat
- (1988-nu) Grundejerforeningen Blangstedgaard

## Eksterne kilder og henvisninger
1. ↑  Salmonsens Konversationsleksikon / Anden Udgave / Bind III

- Blangstedgaard.dk

55°22′55″N 10°26′43″Ø / 55.38194°N 10.44528°Ø